# Sphaeronella dispar
Sphaeronella dispar är en kräftdjursart som beskrevs av Hansen 1897. Sphaeronella dispar ingår i släktet Sphaeronella, och familjen Nicothoidae. Arten är reproducerande i Sverige.